# Machete (personaje)
Isador Cortez, conocido como Machete Cortez o 
simplemente Machete, es un personaje ficticio en la franquicia Spy Kids, el falso tráiler de la película Grindhouse, y la saga de películas Machete. El personaje es interpretado por Danny Trejo.

## Historia
De acuerdo con la película Spy Kids y Machete del director Robert Rodriguez, el personaje siempre fue pensado para Danny Trejo: «Cuando me presentaron a Danny Trejo, dije, este tipo debería ser como el Jean-Claude Van Damme o el Charles Bronson mexicano, filmando una película cada año con el nombre de Machete».
Rodriguez también dijo en una entrevista: 

Escribí para [Trejo] la idea de que era un policía federal de México que es contratado para hacer trabajos peligrosos en los EE.UU. He oído que a veces el FBI o la  DEA tienen un trabajo realmente difícil encontrando personal para realizar trabajos donde pueden ser muertos sus propios agentes, por lo que contratan un agente de México por $25,000.00 dólares. Entonces pensé que ese es el tipo de trabajo peligroso que Machete haría ya que significaría mucho dinero para él, aunque aquí en los EE.UU. sea para los agentes una bicoca. Pero no lo he realizado.

## Personaje
Isador Cortez es un ex-federal mexicano. Su arma preferida es el machete, pero también es hábil con las armas de fuego. Cortez habla español e inglés con fluidez. En su pecho tiene un tatuaje que representa a una mujer. Trejo ha descrito a Machete como "rudo" y dijo que su madre había comenzado a llamarlo «Machete».
En Spy Kids, él tiene su propia tienda de gadgets para espías, y es el tío Juni Cortez y Carmen Cortez.

## Biografía

### Spy Kids
En Spy Kids, Machete se ve por primera vez en un flashback, en la boda de su hermano Gregorio. Cuando Gregorio y su esposa Ingrid son capturados por Fegan Floop, Carmen y Juni, los hijos de Gregorio visitan a su "tío Machete" con la esperanza de que los ayude a salvar a sus padres. Machete se niega a perseguir a Gregorio, ya que están separados, pero permite que sus sobrinos se queden con él y les muestra un avión de un pasajero que podría llevarlos al castillo de Floop. Carmen y Juni toman el jet, algunos de sus artilugios y un mapa del castillo por la noche. Machete aparece de nuevo cerca del final de la película, cuando decide ayudar a los Cortez contra un ejército de niños robóticos. Cuando se le preguntó por qué regresó, Machete afirmó que era la misma razón por la que se fue. Al final de la película, se le ve con la familia Cortez.

### Spy Kids 2: The Island of Lost Dreams
En Spy Kids 2: The Island of Lost Dreams, Machete construyó a Carmen y Juni una casa en el árbol de alta tecnología después de que se convirtieron en agentes secretos. Luego muestra algunos de sus últimos artilugios: relojes espía y la maravilla elástica Machete. Al final de la película, Carmen dice que no puede cantar, por lo que Machete le muestra a Carmen un micrófono que sintoniza automáticamente su voz y a Juni una guitarra que se toca sola. Cuando terminan, Machete les informa a sus sobrinos que no les puso pilas y que Carmen estaba cantando y Juni estaba tocando la guitarra.

### Spy Kids 3-D: Game Over
Machete aparece cerca del final de Spy Kids 3-D: Game Over, cuando ayuda a luchar contra los robots de videojuegos de Toymaker. Después de la batalla, Machete se acerca más a los Cortez.

### Machete
En Machete, Isador Cortez es testigo del asesinato de su esposa e hija por el despiadado narcotraficante Rogelio Torrez (Steven Seagal). Tres años después, se le ve trabajando en un sitio de construcción en Texas. Allí, el empresario Michael Booth (Jeff Fahey) le paga $150.000 para asesinar al político antiinmigración ilegal John McLaughlin (Robert De Niro). Después de recibir un disparo en el cuello antes de que pueda disparar a McLaughlin, Machete se da cuenta de que lo han puesto en una operación de bandera falsa. Se revela que Booth está trabajando con Torrez, un firme partidario de McLaughlin. Buscando venganza, Machete secuestra a la hija y la esposa de Booth con la ayuda de algunos aliados, y también acaba con sus secuaces. Esto eventualmente conduce a una confrontación entre Machete y sus aliados (en su mayoría inmigrantes mexicanos) y Torrez y su pandilla. Machete triunfa, dejando a los criminales muertos.

### Spy Kids: All the Time in the World
Machete hace un cameo en Spy Kids 4: All the Time in the World, donde se lo ve tropezando en un laboratorio cuando el tiempo es congelado por Danger D'Amo, (Armageddon). En una escena eliminada, mientras Cecil y Rebecca huyen de dos agentes de OSS, terminan en su laboratorio, logrando arruinar varios experimentos. Como los encuentra Machete, los esconde de los agentes de la OSS.

### Machete Kills
Machete regresa en Machete Kills, donde es empleado por Rathcock (Charlie Sheen) y el presidente de los Estados Unidos para frustrar un plan de dominación mundial. Inicialmente se cree que el perpetrador es Méndez (Demián Bichir), un revolucionario enloquecido que planea bombardear con misiles el Palacio del Congreso. Sin embargo, Machete descubre que la verdadera mente maestra es Luther Voz (Mel Gibson), quien está interesado en iniciar el alboroto en todo Estados Unidos. Machete encuentra a Voz y frustra sus planes, pero un Voz ahora desfigurado, después de haber sido quemado por Machete, escapa al espacio exterior con sus secuaces. Sin dudarlo, Machete acepta rastrearlo en el espacio. El final de la película anuncia una tercera película derivada titulada Machete Kills Again... in Space.

### Snickers: The Brady Bunch
En febrero de 2015, el comercial de Snickers del Super Bowl XLIX presentó una parodia de una escena de un episodio de The Brady Bunch titulado "The Subject Was Noses". En el comercial, Carol y Mike intentan calmar a un Machete muy enojado. Cuando los padres le dan a Machete una barra de Snickers, él vuelve a ser Marcia antes de que un furioso Jan (interpretado por Steve Buscemi) despotrica arriba y se aleja. En un segundo set comercial anterior, Marcia (como Machete) se cepilla el cabello con enojo mientras grita a través de su puerta.

### Spy Kids: Mission Critical
Machete hace un breve cameo en un episodio de Spy Kids: Mission Critical, donde se lo ve una vez más en un laboratorio jugando con dispositivos.

## Recepción
Sharon Knolle de Moviefone llamó a Machete el equivalente mexicano del espía británico ficticio James Bond.

## Apariciones
- Spy Kids (2001)
- Spy Kids 2: The Island of Lost Dreams (2002)
- Spy Kids 3-D: Game Over (2003)
- Grindhouse (2007) (tráiler falso)
- Machete (2010)
- Spy Kids 4: All the Time in the World (2011)
- Machete Kills (2013)
- Snickers: The Brady Bunch (2015)
- Spy Kids: Mission Critical (2018-presente)

## Canonicidad
Trejo y Rodríguez hicieron dos declaraciones diferentes con respecto a la relación de las películas de Machete con las películas de Spy Kids. Trejo dijo en broma que es "lo que hace el tío Machete cuando no está cuidando a los niños", mientras que Rodríguez declaró en un AMA de Reddit que son universos alternativos.